# 프리모시 글리하
프리모시 글리하(슬로베니아어: 	Primož Gliha, 1967년 10월 8일 ~ )는 슬로베니아의 은퇴한 축구 선수이다.

## 국가대표 경력
1992년 슬로베니아 대표팀에 처음으로 발탁되었다. 그는 국제 A매치 28경기에 출전해서 10골을 득점하였다.

## 통계
| 슬로베니아 | 슬로베니아 | 슬로베니아 |
| 연도       | 출전       | 골         |
| ---------- | ---------- | ---------- |
| 1992       | 1          | 0          |
| 1993       | 1          | 0          |
| 1994       | 8          | 2          |
| 1995       | 7          | 3          |
| 1996       | 4          | 1          |
| 1997       | 6          | 4          |
| 1998       | 1          | 0          |
| 합계       | 28         | 10         |